# Senzanima
Senzanima è una serie a fumetti di genere fantasy pubblicata dalla Sergio Bonelli Editore.
Spin-off della serie Dragonero, viene inizialmente pubblicato in volumi cartonati da libreria e fa parte dell'etichetta Audace, la cui foliazione è quindi da sessantaquattro pagine con dimensioni 17x23 centimetri
La trama verte intorno ad un periodo molto preciso della vita di Ian Aranill, quando ancora sedicenne fuggì dalla casa paterna per unirsi ad una compagnia mercenaria, i Senzanima, con cui rimase per due anni.

## Storia editoriale
La serie è parte dell'etichetta editoriale Audace, dedicata a prodotti da toni e tematiche adulte. Viene annunciata dalla casa editrice nel Gennaio del 2017 con il nome La banda dei Senzanima per essere poi presentata al pubblico in occasione di Lucca Comics & Games 2017 dove viene rilasciato il primo volume cartonato. In occasione di Lucca Comics & Games 2018 viene rilasciato il secondo volume, mentre a Cartoomics 2019 viene ufficializzata la pubblicazione dell'intera serie in formato da libreria.
Presso Napoli Comicon 2018 Luca Enoch ha affermato che: “Senzanima” risponde essenzialmente a una nostra esigenza di diversificare il materiale proposto attraverso la serie regolare di “Dragonero”. Quest’ultima deve attenersi ad alcune regole, che sono poi quelle condivise da un eroe classico dei fumetti, soprattutto se Bonelli. [...] In “Senzanima” lo ritroviamo sedicenne e immaturo. Ha già in sé un’etica e un’umanità che lo contraddistinguono, ma non è ancora un uomo, tanto meno un eroe. È soprattutto un ribelle, come lo sono spesso i giovani [...] decide di entrare in una formazione di mercenari, che tutto sono tranne che eroi: sono uomini senza scrupoli, guidati da valori ben diversi dall’altruismo e dalla pietà. Nella stessa intervista Stefano Vietti aggiunge: Fin dal suo concepimento, abbiamo suddiviso la vita del nostro personaggio in tappe. Una di queste prevedeva sin dall’inizio un’esperienza con una compagnia di soldati professionisti, anche se allora non avevamo idea di come svilupparla.
La serie contiene elementi fantasy come quella principali, ma sono trattati diversamente puntando su altri elementi come la crudeltà della guerra e l'umanità o la disumanità dei personaggi coinvolti. Gli stessi Orchi è stato confermato che non si vedono in Senzanima per una precisa scelta narrativa.
A Cartoomics 2018 venne annunciato che la serie sarebbe stata composta da 12 numeri a cui avrebbe fatto seguito una seconda stagione, ma in un'intervista rilasciata a fine 2022 Luca Enoch e Stefano Vietti confermano che la serie non si sarebbe conclusa con 24 albi, ma che sarebbe andata oltre. Gli studi preparatori dei personaggi, di intesa con Luca Enoch, e le copertine della serie sono realizzate da Mario Alberti.

## Trama
(Tagline della serie, pronunciata dal protagonista, Ian Aranill)
Durante il periodo dei Tumulti il sedicenne Ian Aranill, erede della casata dei Cacciatori di Draghi, ha un furioso litigio con il severo nonno, Herion Heukenill, in seguito al quale lascia la casa paterna e la famiglia per unirsi ad una famigerata compagni mercenaria, i Senzanima, di proprietà del capo della Gilda dei Mercanti Horacio Ghenna. Ian si ritrova quindi immerso in un mondo violento e con una moralità estremamente diversa da quella in cui è cresciuto, vivendo e affrontando situazioni dure, terribili, anche sovrannaturali, e prendendo decisioni difficili.
Dopo aver dimostrato il suo valore durante la sua prima battaglia, Ian ottiene di potersi fregiare del simbolo della compagnia, un teschio ghignante, che gli viene inciso sulla spalla destra con un filo d'oro. I primi tempi insieme ai Senzanima sono caratterizzati dalla campagna contro il Regno di Merovia, il cui sovrano si è dichiarato indipendente dall'Impero, che perdura fino alla resa della sua capitale nel cui assedio Ian ha saputo dimostrare le sue capacità nonostante un primo fallimento. Lasciata Merovia, la compagnia si dirige verso Sud nel deserto del Vhacondàr per conto della Gilda dei Mercanti.

## Personaggi
- Ian Aranill: lasciata la casa paterna in seguito ad una dura lite con suo nonno, riguardante tra le altre cose la non ricerca di giustizia per la morte del suo amico Gigante Gheba[13], diventa un mercenario della compagnia dei Senzanima venendo inizialmente soprannominato Pulzella. Con il tempo, dimostrando le sue capacità e conoscenze, riesce ad entrare nella stretta cerchia del capitano Greevo.
- Greevo Senz'anima:  Capitano della compagnia, è un ritornante dotato di una protesi al braccio destro.
- Maadi: fedelissima di Greevo, proviene dalle terre del Sud. Si occupa di incidere il simbolo dei Senzanima con il "rito del filo d'oro". Ha dimostrato di avere un occhio di riguardo per il giovane Ian.
- Il Carogna: amorale e abile guerriero, mosso solo dai suoi istinti e dal denaro. Si ritiene tenuto a guardare le spalle dei suoi compagni durante gli scontri, ma al di fuori di essi non dimostra alcuna lealtà.
- Siran: abilissima arciera dal carattere deciso e indipendente che intreccia con Ian un rapporto intimo.
- Avedis: Elfo dedito all'alcol e alle donne dei bordelli da campo.
- Il Troll: mastodontico guerriero dalla forza erculea, secondo in comando dei Senzanima, combatte armato di un lungo martello.
- Il Cannibale: mercenario dal volto pallido che deve il suo soprannome a causa di una tragica missione avvenuta in passato. Ha l'abitudine di staccare a morsi le dita dei cadaveri presenti sul campo di battaglia per estrarre più facilmente gli anelli che hanno indosso. Ogni bottino che guadagna lo spedisce a casa dalla sua famiglia per comporre la dote delle sue figlie. Stringe amicizia con Ian ed è proprio a lui che affida, in punto di morte, il compito di consegnare l'ultimo bottino ai suoi cari[12][16].
- Immoah Siakis: mago militare di primo ordine dei Senzanima che vive isolato dal resto della compagnia. A causa di un incantesimo oscuro usato durante una battaglia contro le forze meroviane, viene raggiunto dalla Vigilanza Luresinda e condannato a morte[13].
- Il Burba: giovane commilitone di Ian che si è unito alla compagnia mosso dall'idea di combattere i nemici dell'Impero. Muore tragicamente durante una missione di ricerca di approvvigionamenti per mano di una donna a capo di un villaggio di cannibali[14].
- Il Senzavolto: misterioso membro della compagnia che indossa una maschera ricavata dai volti scorticati dei nemici uccisi.

## Pubblicazioni
Tutti i soggetti sono stati ideati congiuntamente da Luca Enoch e Stefano Vietti con l'eccezione del nono a cui ha collaborato anche Luca Barbieri. Le copertine sono realizzate da Mario Alberti. Ogni volume ha una edizione variant per Mondadori.
| N° | Titolo     | Data           | Sceneggiatura  | Disegni             | Colori             |
| -- | ---------- | -------------- | -------------- | ------------------- | ------------------ |
| 1  | Guerra     | Novembre 2017  | Luca Enoch     | Mario Alberti       | Andres Mossa       |
| 2  | Fame       | Novembre 2018  | Stefano Vietti | Ivan Calcaterra     | Andres Mossa       |
| 3  | Buio       | Giugno 2019    | Luca Enoch     | Alfio Buscaglia     | Andres Mossa       |
| 4  | Giungla    | Novembre 2019  | Luca Enoch     | Manolo Morrone      | Paolo Francescutto |
| 5  | Redenzione | Settembre 2020 | Stefano Vietti | Francesco Rizzato   | Paolo Francescutto |
| 6  | Vittime    | Dicembre 2020  | Stefano Vietti | Alessandro Vitti    | Paolo Francescutto |
| 7  | Assedio    | Luglio 2021    | Stefano Vietti | Giancarlo Olivares  | Paolo Francescutto |
| 8  | Tregua     | Dicembre 2021  | Luca Enoch     | Ivan Calcaterra     | Paolo Francescutto |
| 9  | Inferi     | Luglio 2022    | Luca Barbieri  | Stevan Subic        | Paolo Francescutto |
| 10 | Ghiaccio   | Dicembre 2022  | Stefano Vietti | Francesco Rizzato   | Paolo Francescutto |
| 11 | Agguato    | Giugno 2023    | Luca Enoch     | Manolo Morrone      | Paolo Francescutto |
| 12 | Prede      | Novembre 2023  | Luca Enoch     | Ivan Calcaterra     | Paolo Francescutto |
| 13 | Brama      | Luglio 2024    | Stefano Vietti | Gianluca Pagliarani | Paolo Francescutto |
| 14 | Fuga       | Dicembre 2024  | Stefano Vietti | Lorenzo Nuti        | Paolo Francescutto |
| 15 | Naufragio  | Aprile 2025    | Luca Enoch     | Giancarlo Olivares  | Paolo Francescutto |
| 16 | Maleficio  | Luglio 2025    | Stefano Vietti | Ivan Calcaterra     | Paolo Francescutto |

## Riconoscimenti
La serie è stata candidata al Premio Attilio Micheluzzi 2020 come "Migliore serie"